# Bowes
Bowes es un pueblo y una parroquia civil en el condado de Durham, Inglaterra. Situado en los peninos ingleses, el pueblo se encuentra a poca distancia del pueblo de Barnard Castle. El pueblo está situado al lado del castillo medieval de Bowes.  En el año 2021 la parroquia civil tenía una población de 442 habitantes.

## Geografía y administración
Bowes forma parte del condado histórico de North Riding of Yorkshire, pero al igual que el resto del Startforth Rural District se incorporó al condado de Durham para fines administrativos el 1 de abril de 1974, como resultado de la Ley de Gobierno Local de 1972.
Las carreteras A66 y A67 se encuentran al norte del pueblo Bowes.

## Historia
El nombre romano de Bowes era Lavatrae. Fue la ubicación de un fuerte romano que más tarde se convirtió en el sitio del castillo de Bowes.
El topónimo de 'Bowes' fue mencionado por primera vez una carta de 1148, con la ortografía Bogas. Este es la forma plural del del término boga en inglés antiguo, que significa 'arco' y probablemente refiere a un puente en arco. 
La iglesia parroquial está dedicada a San Giles.
El único pub en Bowes es the Ancient Unicorn, que antiguamente se llamaba the George Inn. Se cree que el pub está embrujado por varios fantasmas. Esta posada del siglo XVII es famosa por haber recibido a Charles Dickens durante su visita a la localidad.
Las escuelas del pueblo sirvieron como inspiración para la escuela ficticia 'Dotheboys Hall' en su novela Nicholas Nickleby y las tumbas de dos personas que inspiraron sus personajes literarios se pueden ver en el cementerio de Bowes hasta el día de hoy. George Ashton Taylor, que murió en 1822 a los 19 años, aparentemente inspiró a Dickens a crear el personaje de Smike en la misma novela. 
Entre los años 1861 y 1962, el pueblo contaba con servicios ferroviarios desde la estación de tren de Bowes. Un poco hacia el norte del pueblo de Stoney Keld se encuentra el sitio del antiguo RAF Bowes Moor, un lugar de almacenamiento de armas química entre 1941 y 1947.  El camino por los peninos o 'Pennine Way', pasa por el sitio. 
Bowes Social Club es un club social en el pueblo. Está dirigido por voluntarios y a menudo se utiliza como un lugar para recaudar fondos para eventos locales.

## Educación
Bowes Hutchinson's C of E Primary School es la única escuela que se sitúa en el centro del pueblo. 

## Personas notables
Thomas Kipling (bautizado en 1745 y fallecido en 1822), deán de Peterborough, nació en Bowes. 
John Bailey (1750–1819), matemático y agrimensor, nació en Bowes. 
Richard Cobden (1804-1865), fabricante y político, estudió en Bowes. 